# Bathyptychia
Bathyptychia is een geslacht van weekdieren uit de  familie van de Clausiliidae.

## Soorten
De volgende soorten zijn bij het geslacht ingedeeld:
- Bathyptychia aplostoma (Heude, 1885)
- Bathyptychia beresowskii (Möllendorff, 1902)
- Bathyptychia breviplica (Möllendorff, 1886)
- Bathyptychia bulimina (Gredler, 1892)
- Bathyptychia hupeana (Gredler, 1892)
- Bathyptychia hupecola (Gredler, 1888)
- Bathyptychia infantilis (Gredler, 1890)
- Bathyptychia martensi H. Nordsieck, 2001
- Bathyptychia mira H. Nordsieck, 2003
- Bathyptychia ookuboi Hunyadi & Szekeres, 2016
- Bathyptychia provisoria (Gredler, 1888)
- Bathyptychia recens (Gredler, 1894)
- Bathyptychia septentrionalis H. Nordsieck, 2016
- Bathyptychia strictilabris (Schmacker & O. Boettger, 1890)

### Synoniemen
- Bathyptychia (Bathyptychia) Lindholm, 1925 => Bathyptychia Lindholm, 1925
- Bathyptychia (Bathyptychia) aplostoma (Heude, 1885)=> Bathyptychia aplostoma (Heude, 1885)
- Bathyptychia (Bathyptychia) beresowskii (Möllendorff, 1902) => Bathyptychia beresowskii (Möllendorff, 1902)
- Bathyptychia (Bathyptychia) bulimina (Gredler, 1892) => Bathyptychia bulimina (Gredler, 1892)
- Bathyptychia (Bathyptychia) hupeana (Gredler, 1892) => Bathyptychia hupeana (Gredler, 1892)
- Bathyptychia (Bathyptychia) hupecola (Gredler, 1888) => Bathyptychia hupecola (Gredler, 1888)
- Bathyptychia (Bathyptychia) infantilis (Gredler, 1890) => Bathyptychia infantilis (Gredler, 1890)
- Bathyptychia (Bathyptychia) martensi H. Nordsieck, 2001 => Bathyptychia martensi H. Nordsieck, 2001
- Bathyptychia (Bathyptychia) mira H. Nordsieck, 2003 => Bathyptychia mira H. Nordsieck, 2003
- Bathyptychia (Bathyptychia) provisoria (Gredler, 1888) => Bathyptychia provisoria (Gredler, 1888)
- Bathyptychia (Bathyptychia) septentrionalis H. Nordsieck, 2016 => Bathyptychia septentrionalis H. Nordsieck, 2016
- Bathyptychia (Brachyptychia) H. Nordsieck, 2001 => Bathyptychia Lindholm, 1925
- Bathyptychia (Brachyptychia) breviplica (Möllendorff, 1886) => Bathyptychia breviplica (Möllendorff, 1886)
- Bathyptychia (Brachyptychia) recens (Gredler, 1894) => Bathyptychia recens (Gredler, 1894)
- Bathyptychia (Strictiphaedusa) H. Nordsieck, 2001 => Bathyptychia Lindholm, 1925
- Bathyptychia (Strictiphaedusa) strictilabris (Schmacker & O. Boettger, 1890) => Bathyptychia strictilabris (Schmacker & O. Boettger, 1890)
- Bathyptychia inopinata (Hunyadi & Szekeres, 2016) => Minatoia inopinata Hunyadi & Szekeres, 2016